# Phalera bucephala
Phalera bucephala és una espècie de lepidòpter ditrisi de la família dels notodòntids (Notodontidae). Es troba a tot Europa i a l'est d'Àsia fins a Mongòlia.

## Descripció

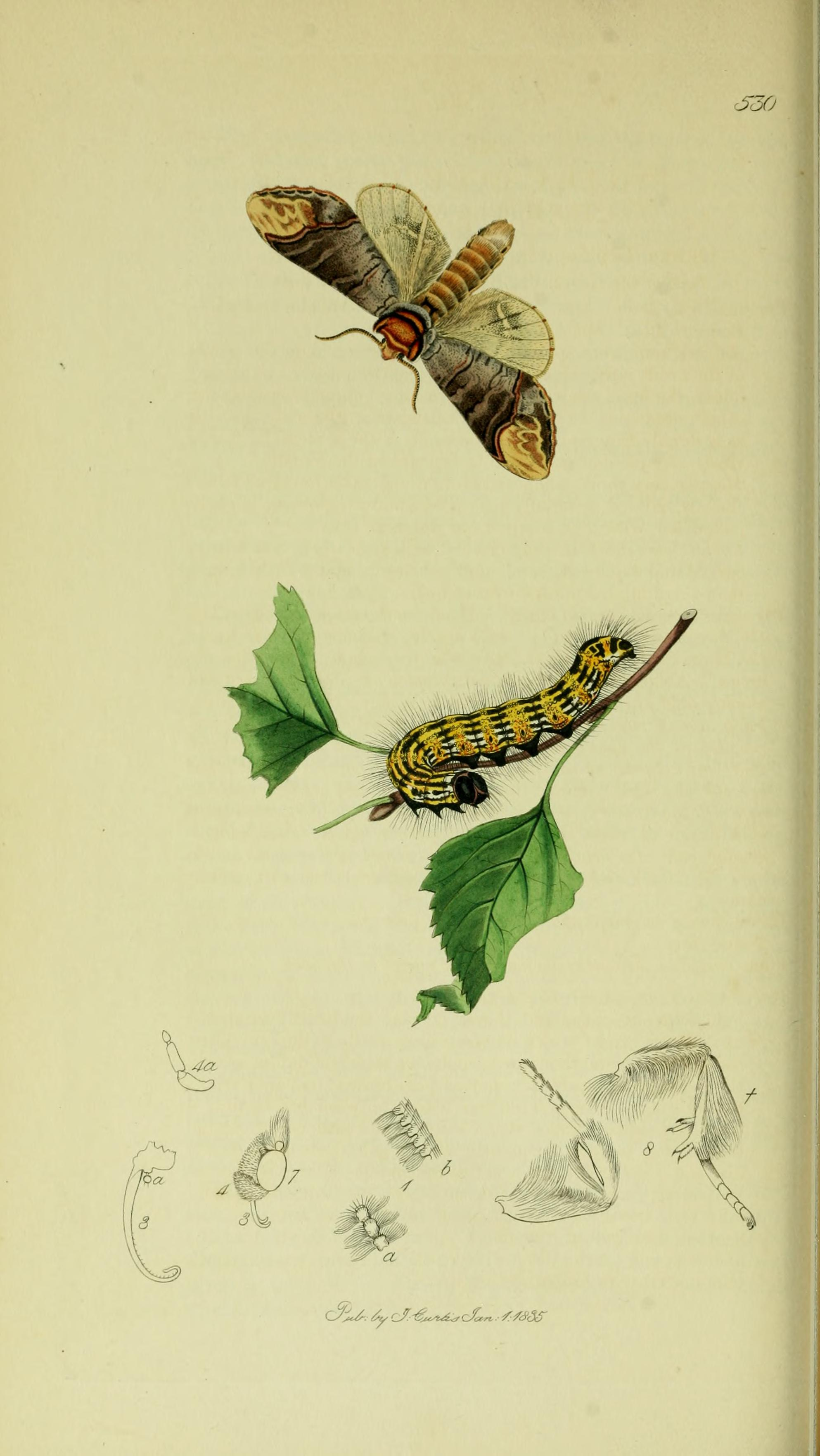
Il·lustració del British Entomology by John Curtis. Phalera bucephala

Es tracta d'una espècie força gran, de cos robust, amb una envergadura alar de 55 a 68 mm. Les ales anteriors són de color gris amb una gran taca que sembla pell d'ant a l'àpex. S'assembla a una branca trencada quan està en repòs. Les ales posteriors són de color blanc cremós.

## Comportament
Vola de nit al juny i juliol (a les Illes Britàniques) i, de vegades va cap a la llum, tot i que en general no és atreta.
Les larves joves són gregàries, esdevenint solitàries després. La larva més vella és molt cridanera, negra amb línies blanques i grogues. S'alimenta de molts arbres i arbustos (veure llista a sota). L'espècie passa l'hivern com a pupa

## Plantes alimentàries enregistrades
Pels detalls veure Robinson, G. S., P. R. Ackery, jo. J. Kitching, G. W. Beccaloni & L. M. Hernández, 2010.
- Acer - Auró
- Betula - Bedoll
- Corylus - Avellaner
- Laburnum
- Populus - Pollancre
- Prunus
- Quercus - Roure
- Robinia
- Rosa - Roser
- Salix - Salze
- Tilia - Tell
- Ulmus - Om
- Viburnum

## Subespècies
- Phalera bucephala bucephala
- Phalera bucephala tenebrata

## Galeria

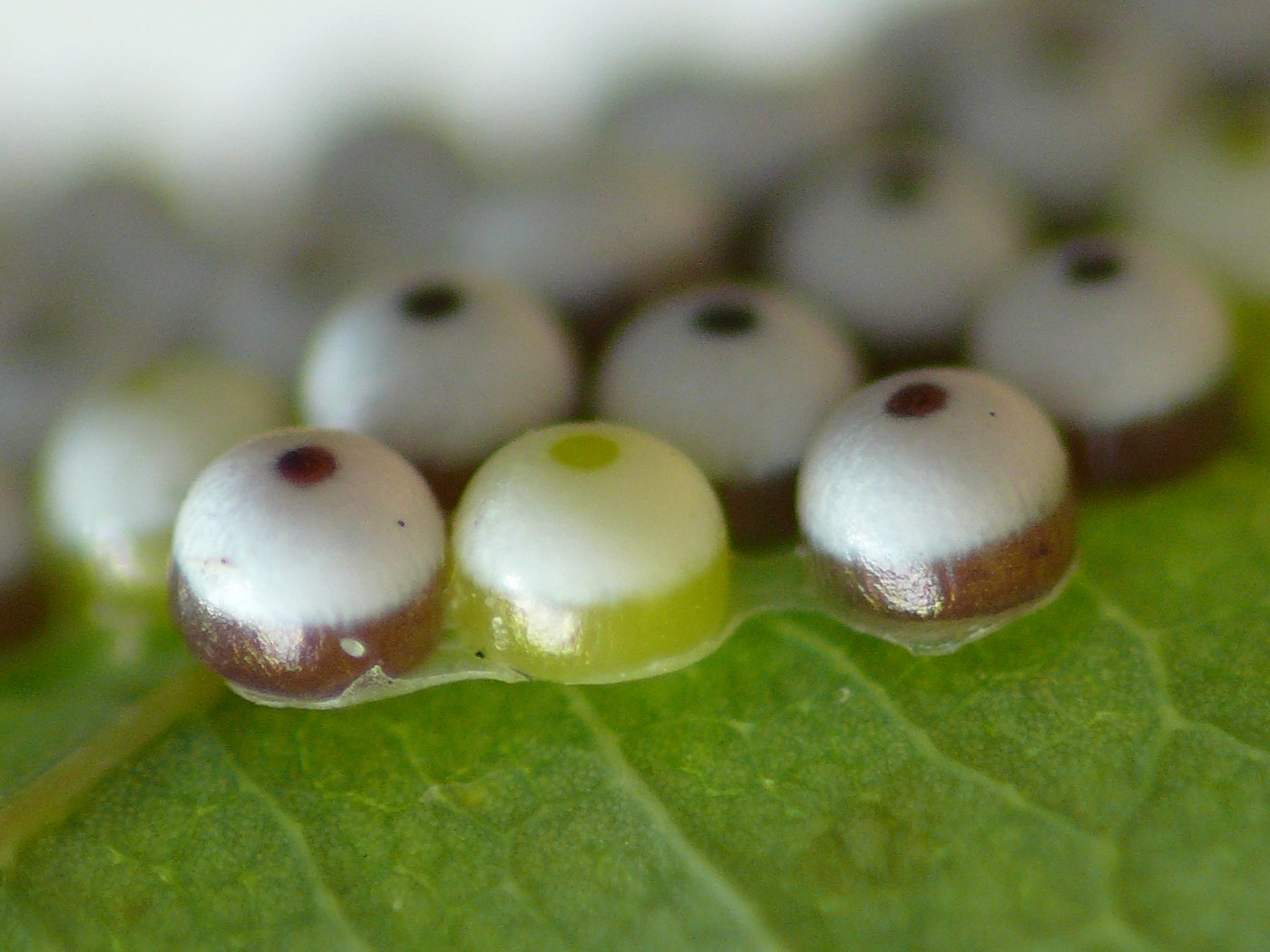
Ous
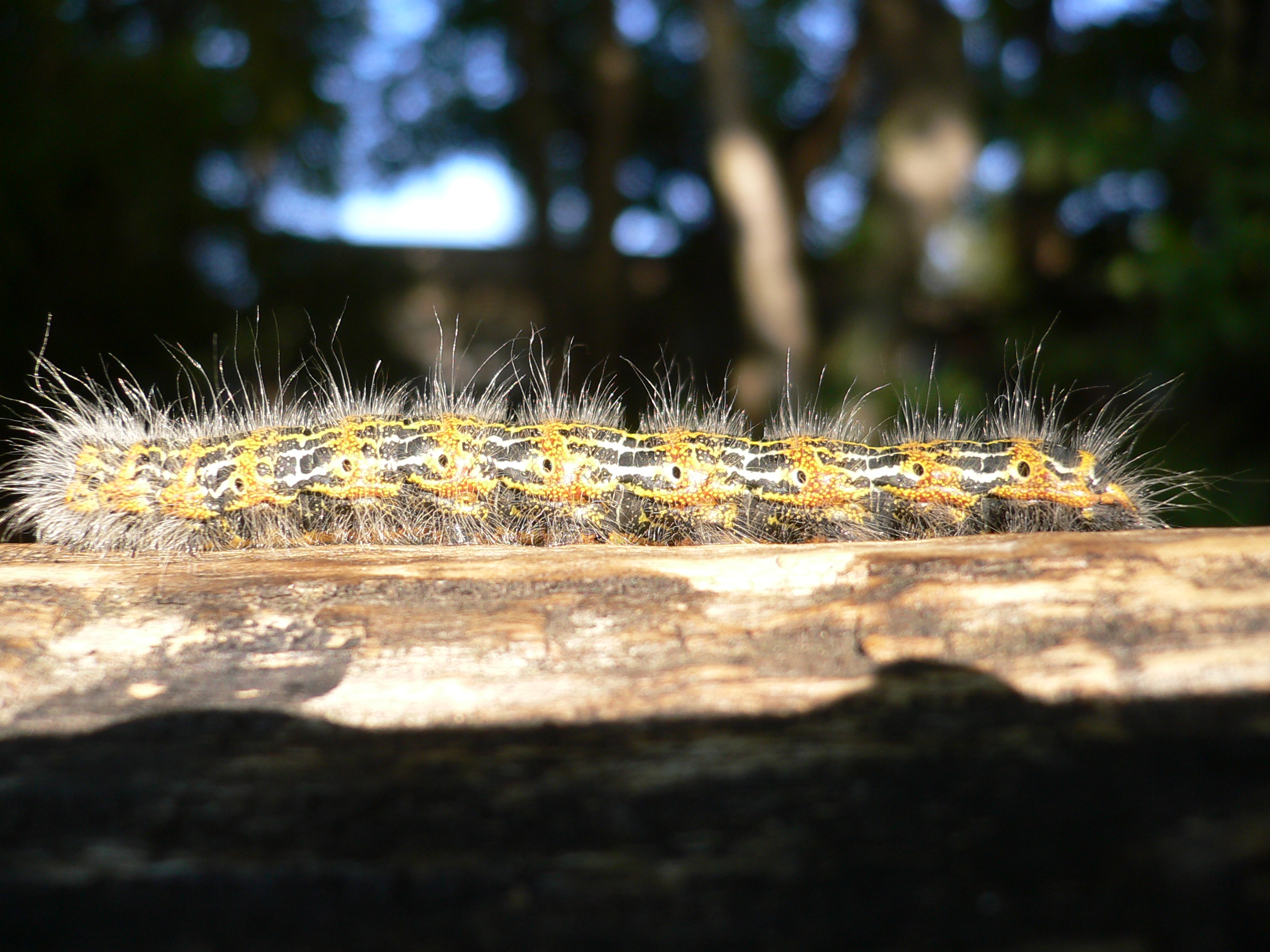
Eruga
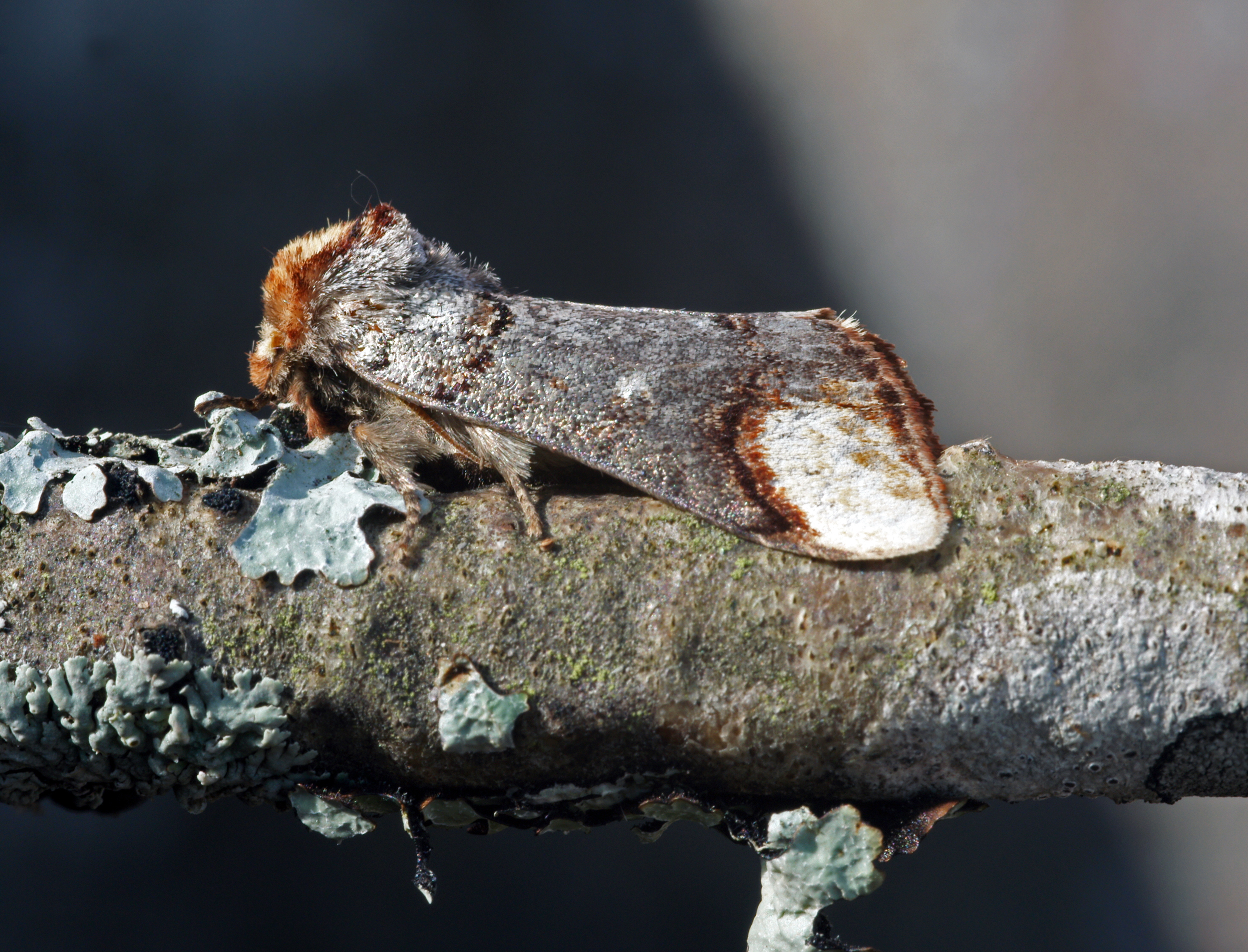
Adult
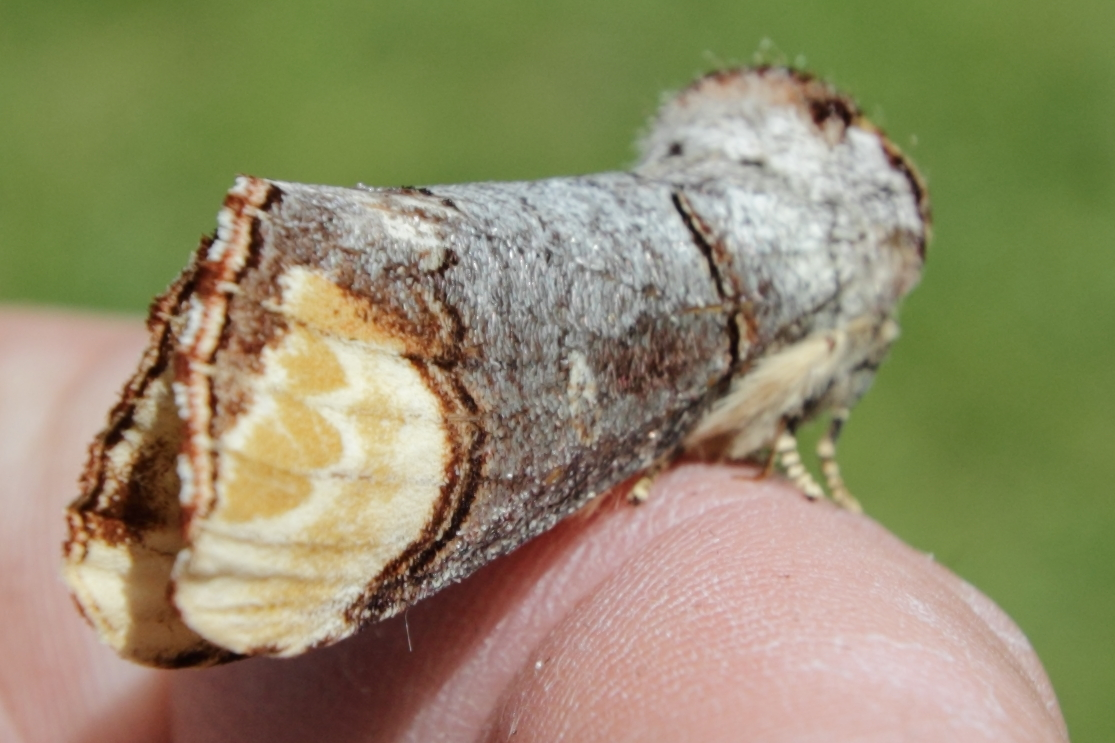
Adult
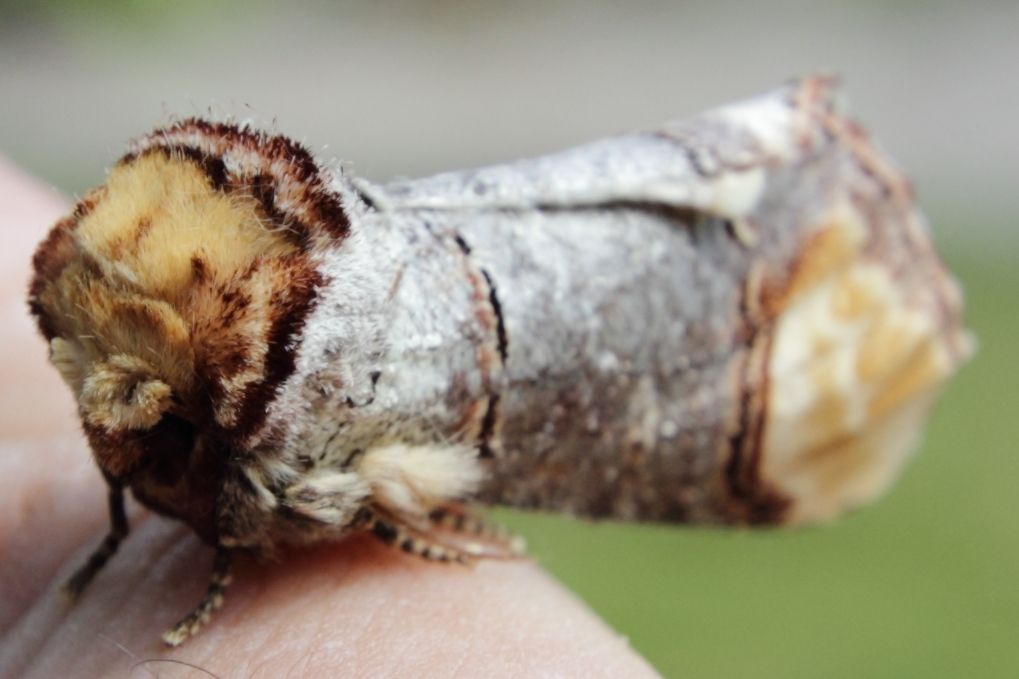
Adult
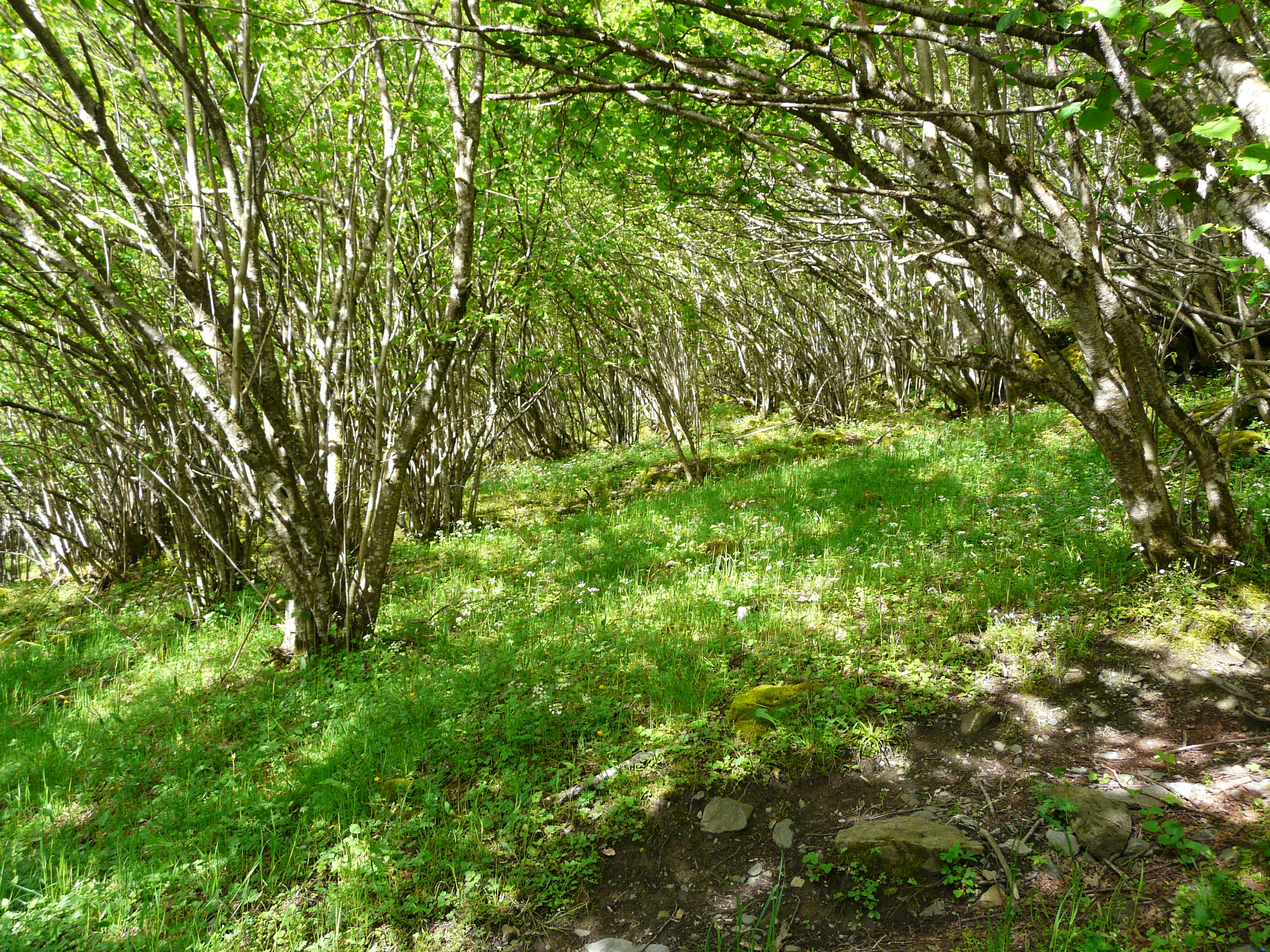
Hàbitat